# USCX Cyclocross Series
Les USCX Cyclocross Series sont une compétition de cyclo-cross créée en 2021 qui se déroule en huit manches, répartie sur quatre week-ends. Elle est organisée par USA Cycling. 
Depuis 2022, les manches sont le Virginia's Blue Ridge Go Cross de Roanoke, le Rochester Cyclocross de Rochester, le Charm City Cross de Baltimore et le Really Rad Festival de Falmouth.

## Palmarès masculin élites
| Année | Vainqueur         | Deuxième           | Troisième           |
| ----- | ----------------- | ------------------ | ------------------- |
| 2021  | Kerry Werner      | Gosse van der Meer | Vincent Baestaens   |
| 2022  | Curtis White      | Eric Brunner       | Vincent Baestaens   |
| 2023  | Curtis White      | Vincent Baestaens  | Michael van den Ham |
| 2024  | Andrew Strohmeyer | Kerry Werner       | Scott Funston       |

## Palmarès féminin élites
| Année | Vainqueur         | Deuxième          | Troisième      |
| ----- | ----------------- | ----------------- | -------------- |
| 2021  | Caroline Mani     | Maghalie Rochette | Raylyn Nuss    |
| 2022  | Caroline Mani     | Raylyn Nuss       | Austin Killips |
| 2023  | Maghalie Rochette | Caroline Mani     | Sidney McGill  |
| 2024  | Hélène Clauzel    | Manon Bakker      | Sidney McGill  |

## Palmarès masculin juniors
| Année | Vainqueur        | Deuxième       | Troisième        |
| ----- | ---------------- | -------------- | ---------------- |
| 2021  | Frank O'Reilly   | Andrew August  | Marcis Shelton   |
| 2022  | David Thompson   | Miles Mattern  | Ben Stokes       |
| 2023  | Henry Coote      | David Thompson | Miles Mattern    |
| 2024  | Benjamin Bravman | Tofik Beshir   | Isaiah Culbreath |

## Palmarès féminin juniors
| Année | Vainqueur          | Deuxième       | Troisième       |
| ----- | ------------------ | -------------- | --------------- |
| 2021  | Katherine Sarkisov | Mia Aseltine   | Natasha Visnack |
| 2022  | Ella Brenneman     | Haylee Johnson | Madeline Fisher |
| 2023  | Rafaëlle Carrier   | Haylee Johnson | Alyssa White    |
| 2024  | Nico Knoll         | Ada Watson     | Nicole Clamann  |